# Ró Cassiopeiae
A Ró Cassiopeiae (ρ Cas, ρ Cassiopeiae) egy sárga hiperóriás csillag a Kassziopeia csillagképben. A Földtől 11 650 fényévre (3570 pc) található, szabad szemmel látható, a Napnál 550 000-szer fényesebb.  Az átmérője körülbelül 450-szerese a Napénak, azaz 630 000 000 km. Mint sárga hiperóriás, az egyik legritkábban előforduló csillag típus, a Tejútrendszerben mindössze hét ilyen típusú csillagot fedeztek fel. A csillagképben még egy ilyen van, a V509 Cassiopeiae.

## Információk
- Israelian, G., Lobel, A.; Schmidt, M. R. (1999). „The Yellow Hypergiants HR 8752 and ρ Cassiopeiae near the Evolutionary Border of Instability”. The Astrophysical Journal Letters 523, L145–L149. o. DOI:10.1086/312283.
- Lobel, A., et al. (2003). „High-Resolution Spectroscopy of the Yellow Hypergiant ρ Cassiopeiae from 1993 through the Outburst of 2000–2001”. The Astrophysical Journal 583, 923–954. o. DOI:10.1086/345503.